# Furuholm (del av Kolko, Iniö)
Furuholm är en halvö i Finland.   Den ligger i landskapet Egentliga Finland, i den sydvästra delen av landet, 190 km väster om huvudstaden Helsingfors. Furuholm ligger på ön Granholm.